# Instance représentative du personnel
Pour les articles homonymes, voir IRP.
Les instances représentatives du personnel (IRP) sont l'ensemble des fonctions de représentation du personnel définies dans le droit français. Elles sont, selon leurs attributions paritaires, soit élues par les salariés regroupés par collèges, ou désignées par les syndicats, pour les uns, soit nommés par les employeurs pour les autres.

## Instances du secteur privé et de certains établissements publics

### Instances en vigueur (à partir de 2018)

#### Comité social et économique
Ce comité annule et remplace les instances suivantes : délégués du personnel, comité hygiène sécurité et conditions de travail (CHSCT) et comité d’entreprise.
Les représentants syndicaux (RS), désignés par leur syndicat, représentent ces derniers, auprès des CE et des CHSCT présents dans les entreprises jusqu'au 31 décembre 2019 maximum, ou à partir du 1er janvier 2018 auprès des comités sociaux et économiques nouvellement élus.

#### Section syndicale d'entreprise
La loi du 27 décembre 1968 a institué la section syndicale pour favoriser l'implantation syndicale dans les entreprises. Les représentants de la section syndicale (RSS) sont désignés. Les délégués syndicaux (DS) sont désignés par leur syndicat, en fonction de leur représentativité, auprès des employeurs et de l'Inspection du travail.

#### Administrateur salarié
L'administrateur salarié est une représentation des salariés au sein des conseils d’administration ou de surveillance des grandes entreprises françaises (comptant plus de 10 000 salariés dans le monde ou plus de 5 000 en France). Cette représentation fait suite à l’accord du 11 janvier 2013 conclu entre les partenaires sociaux sur la sécurisation de l’emploi, lui-même repris par la loi du 14 juin 2013 sur la sécurisation de l’emploi.

#### Comité de groupe
Le comité de groupe a été institué en France en 1982 par les lois Auroux pour permettre aux représentants du personnel d’exercer leurs prérogatives au niveau des groupes d’entreprises français et pas seulement au niveau de chaque entreprise comme le font les comités sociaux et économiques.

#### Comité d'entreprise européen
Le comité d'entreprise européen a été institué en 1994 par l'Union Européenne. C'est une instance transnationale de représentation des salariés au niveau d'une entreprise ou d'un groupe d'entreprises de taille européenne. Cette instance permet aux représentants du personnel d'être informé et consulté sur des projets européens.

### Anciennes instances (avant 2018)

#### Délégués du personnel
L'instance la plus ancienne en France est le collège des délégués du personnel (DP). Son origine se trouve dans la création en 1920 des délégués mineurs, inscrite dans la loi du 8 juillet 1890. En 1936, le Front populaire étend leur implantation. Les délégués du personnel sont élus par les salariés regroupés par collèges.

#### Comité d'hygiène, de sécurité et des conditions de travail (CHSCT)
Le comité d'hygiène et de sécurité (CHS) apparaît en 1926 dans l'industrie des métaux et sont remplacées par la loi du 23 décembre 1982 qui instituent les comité d'hygiène, de sécurité et des conditions de travail (CHSCT). Celle-ci étend les compétences du CHS à l'amélioration des conditions de travail. Cette instance est d'abord créée dans les entreprises de droit privé et dans la fonction publique hospitalière. Le mode de désignation des représentants du personnel varie selon les secteurs. En entreprise, ils étaient élus au 2e degré, par le CE et les DP réunis.

#### Comité d'entreprise
Le comité d'entreprise (CE) est apparu après la Libération. Il est inspiré des comités sociaux d'entreprise créés par la charte du travail de Vichy. Ses membres sont élus.

## Instances du secteur public

### Instances en vigueur (à partir de 2018)

#### Comité social et économique
Les comités sociaux prennent le nom de comité social d'administration pour l'État, comité social territorial pour les collectivités territoriales et comité social d'établissement dans la fonction publique hospitalière.

#### Commission administrative paritaire
La commission administrative paritaire (CAP) est une instance examinant les questions relatives aux carrières individuelles des agents de la fonction publique. Mais elle soumet parfois des motions à caractère collectif sur les modalités de traitement. Les représentants du personnel sont élus par les fonctionnaires titulaires.

### Anciennes instances (avant 2018)

#### Comité technique
- Le comité technique (CT), créé après la Libération, est une instance représentative de la fonction publique d'État ou territoriale. Il donne un avis sur les questions collectives. Les modes de désignation des représentants du personnel sont divers.
- Son équivalent dans la fonction publique hospitalière est le comité technique d'établissement (CTE). Les représentants du personnel sont élus.

#### Comité d'hygiène, de sécurité et des conditions de travail (CHSCT)
Le comité d'hygiène, de sécurité et des conditions de travail (CHSCT) est institué par la loi du 23 décembre 1982. Celle-ci étend les compétences du CHS à l'amélioration des conditions de travail. Cette instance est d'abord créée dans les entreprises de droit privé et dans la fonction publique hospitalière. Puis la loi du 5 juillet 2010 étend leur implantation à toutes les fonctions publiques de l'État et territoriales. Le mode de désignation des représentants du personnel varie selon les secteurs. Dans la fonction publique, ils peuvent être élus ou désignés.

## Moyens attribués aux instances
Chaque fonction possède des attributions spécifiques et des moyens propres, dont un crédit d'heures de délégation. Ces moyens sont proportionnels à l'effectif de l'entreprise.
Les instances représentatives du personnel peuvent avoir recours aux institutions judiciaires notamment, en droit privé, au conseil de prud'hommes et à l'administration du travail - les inspecteurs du travail.